# (4568) Menkaure
(4568) Menkaure es un asteroide perteneciente al cinturón de asteroides, descubierto el 2 de septiembre de 1983 por Norman G. Thomas desde la Estación Anderson Mesa (condado de Coconino, cerca de Flagstaff, Arizona, Estados Unidos).

## Designación y nombre
Designado provisionalmente como 1983 RY3. Fue nombrado Menkaure en honor al faraón egipcio Menkaura hijo de Kefrén, reinó durante 18 años y construyó la tercera y más pequeña de las tres pirámides de Giza. Su templo funerario fue terminado por su sucesor Shepseskaf y contenía algunas de las mejores esculturas de la era de las pirámides.

## Características orbitales
Menkaure está situado a una distancia media del Sol de 3,033 ua, pudiendo alejarse hasta 3,220 ua y acercarse hasta 2,847 ua. Su excentricidad es 0,061 y la inclinación orbital 10,67 grados. Emplea 1930 días en completar una órbita alrededor del Sol.

## Características físicas
La magnitud absoluta de Menkaure es 11,8. Tiene 14,871 km de diámetro y su albedo se estima en 0,183.